# Trachylepis homalocephala
Trachylepis homalocephala este o specie de șopârle din genul Trachylepis, familia Scincidae, descrisă de Arend Friedrich August Wiegmann în anul 1828. Conform Catalogue of Life specia Trachylepis homalocephala nu are subspecii cunoscute.